# One Day More
"One Day More" és una cançó del musical Les Misérables. La lletra va ser escrita per Claude-Michel Schönberg, a partir de l'original francès d'Alain Boublil i Jean-Marc Natel, i del llibret en anglès de Herbert Kretzmer. És la darrera cançó del primer acte i una de les més conegudes i icòniques del musical.
Es tracta d'una peça coral on participen la majoria dels protagonistes de l'obra (amb l'excepció de Fantine, que en aquest moment ja ha perdut la vida). La música és de Claude-Michel Schönberg, amb la participació de John Cameron.